# کانگ چائه-یونگ
کانگ چائه-یونگ (انگلیسی: Kang Chae-young; ۸ ژوئن ۱۹۹۶) کماندار اهل کره جنوبی بود.
از افتخارات وی میتوان به کسب مدال طلا تیمی در بازی‌های المپیک تابستانی ۲۰۲۰ اشاره کرد.